# Frača
Frača je enostavno orožje ali igrača v obliki rogovile z elastiko za proženje kamnov.